# Palác prince Kunga

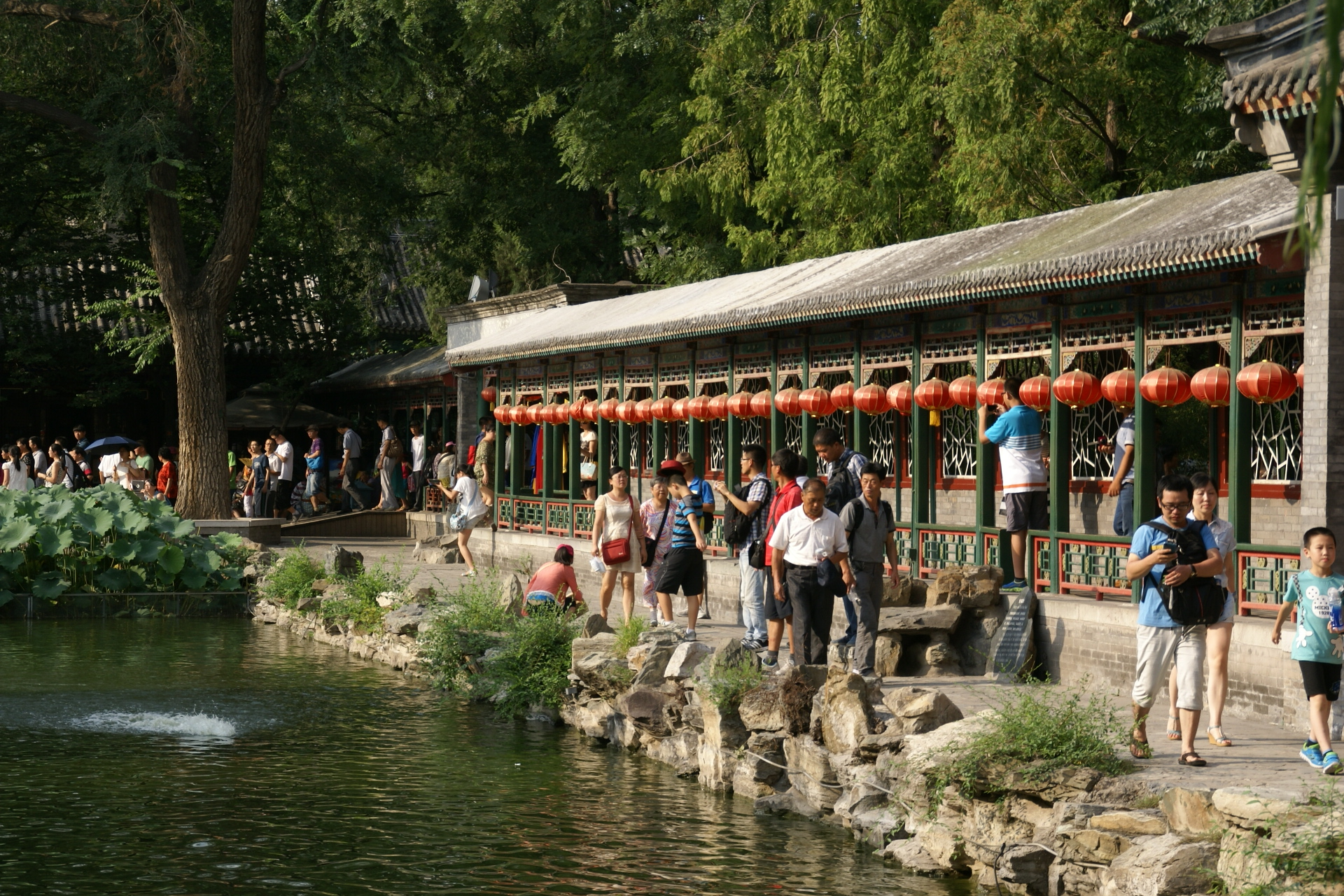
Palác prince Kunga

Palác prince Kunga je bývalé šlechtické sídlo a v současné době muzeum v čínském hlavním městě Pekingu. Původně byl vystavěn roku 1777 pro císařského úředníka Che-šena, nejvíce ale proslul během pobytu mandžuského prince Kunga, po kterém je také pojmenován. Prostory paláce skrývají obytné rezidence s'che-jüan s divadelním sálem, zahrady s pavilony a jezírka.

## Historie
Komplex vzniknul roku 1777 jako sídlo dvorního úředníka Che-šena, který se těšil velké přízni svého císařského patrona Čchien-lunga. Che-šen ale po Čchien-lungově abdikaci a nástupu císaře Ťia-čchinga upadl v nemilost císařského dvora a byl obviněn z korupce, v důsledku čehož byl donucen k sebevraždě a jeho majetek včetně rezidence byl zkonfiskován. Palác se tak ocitl na cca pět desetiletí v rukách císařské rodiny.
Palác byl roku 1851 předán mladšímu bratrovi tehdejšího císaře Sien-fenga, princi Kungovi. Kung zastával během restaurace Tchung-č' funkci regenta tehdejšího mladého císaře Tchung-č’.
Roku 1921, po pádu dynastie Čching, poskytnul v rámci hypotéky Kungův vnuk palácový komplex řádu benediktinů, kteří prostory využívali jako univerzitu až do vyhoštění roku 1951.
Během Maovy kulturní revoluce zažil palác úpadek, až roku 1982 byl prohlášen za národní kulturní památku a roku 1996 byl zpřístupněn veřejnosti. U příležitosti pořádání LOH 2008 v Pekingu byl areál renovován.

## Galerie

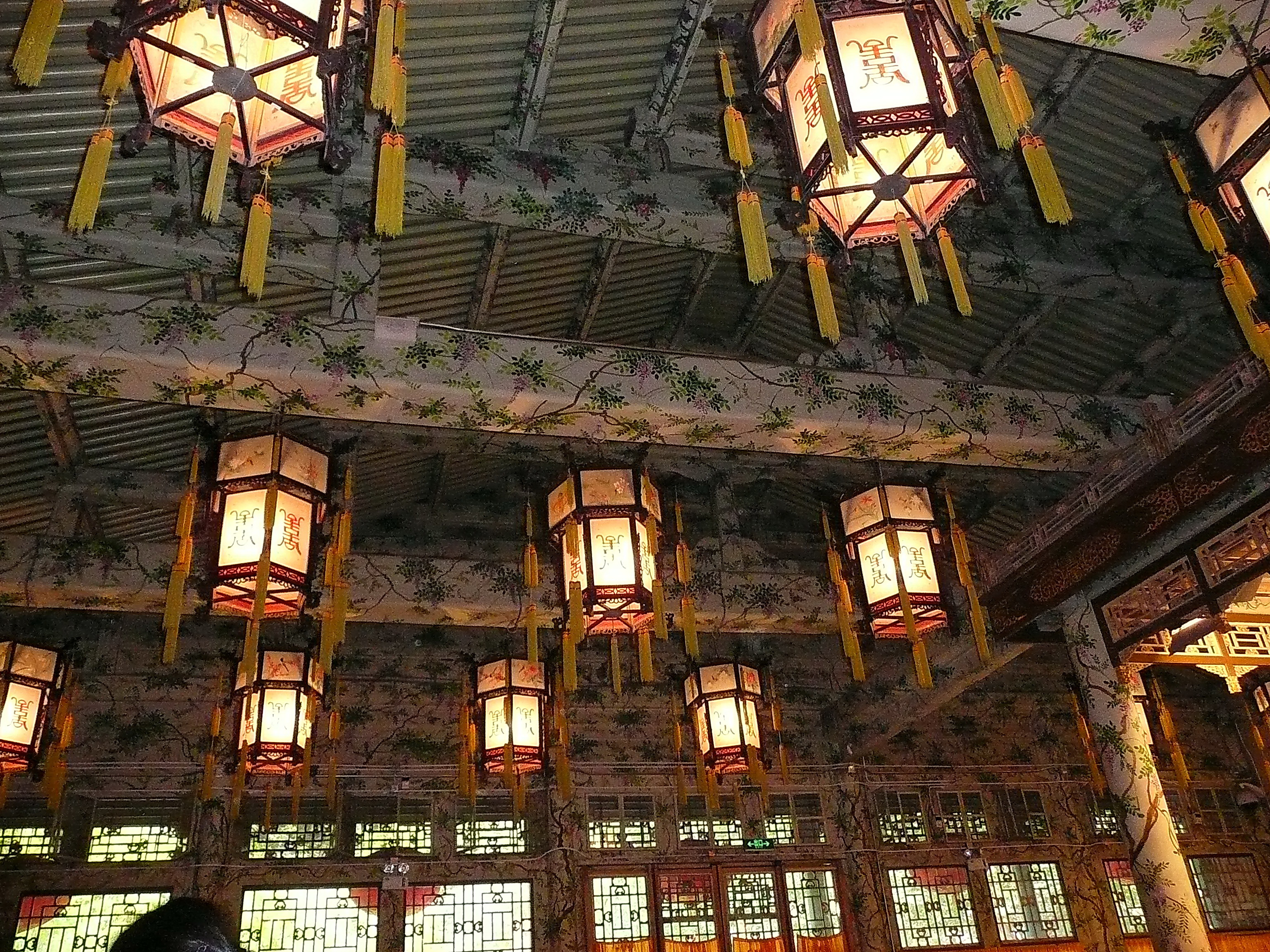
Strop divadelního sálu
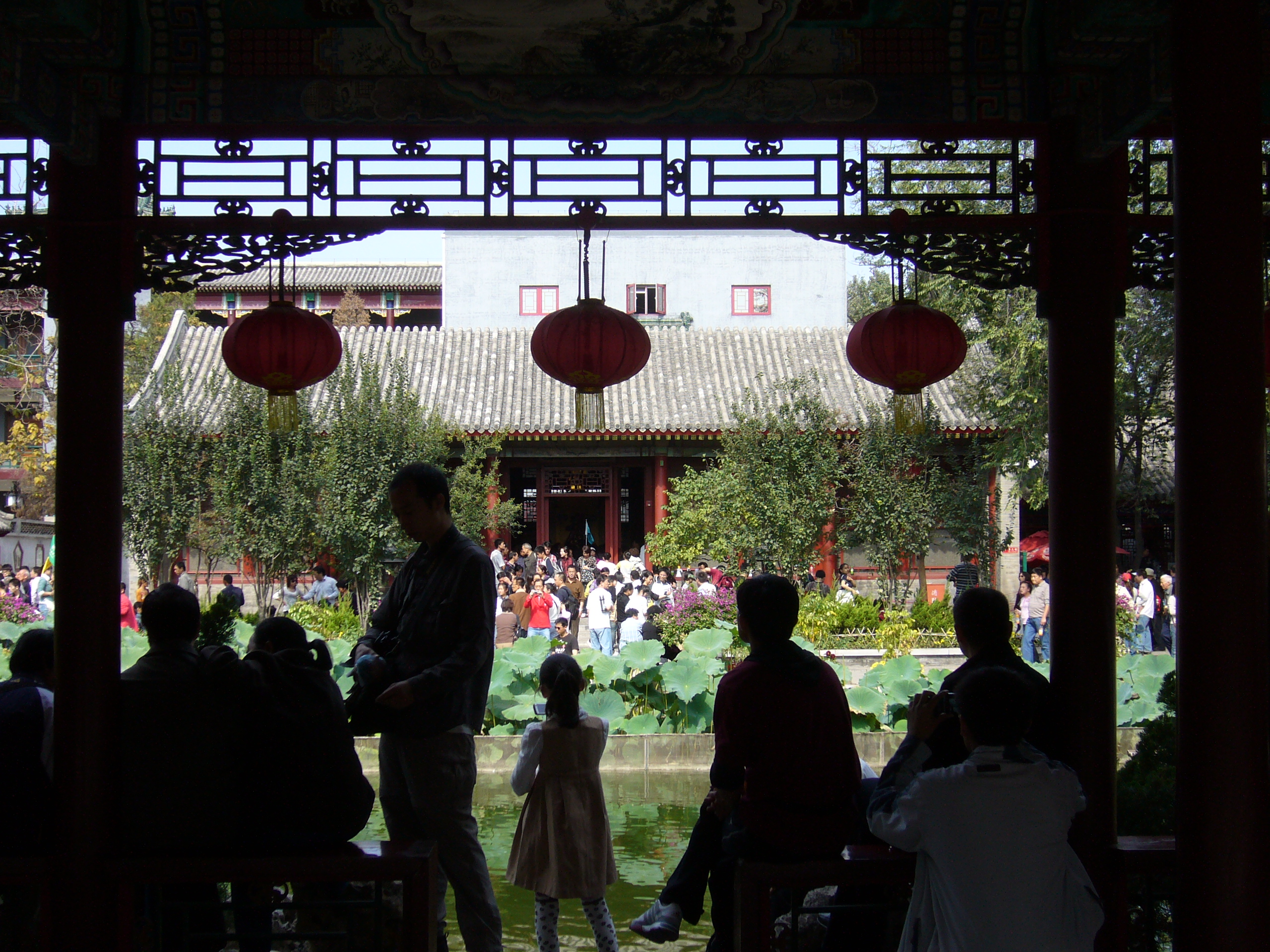
Zahrada
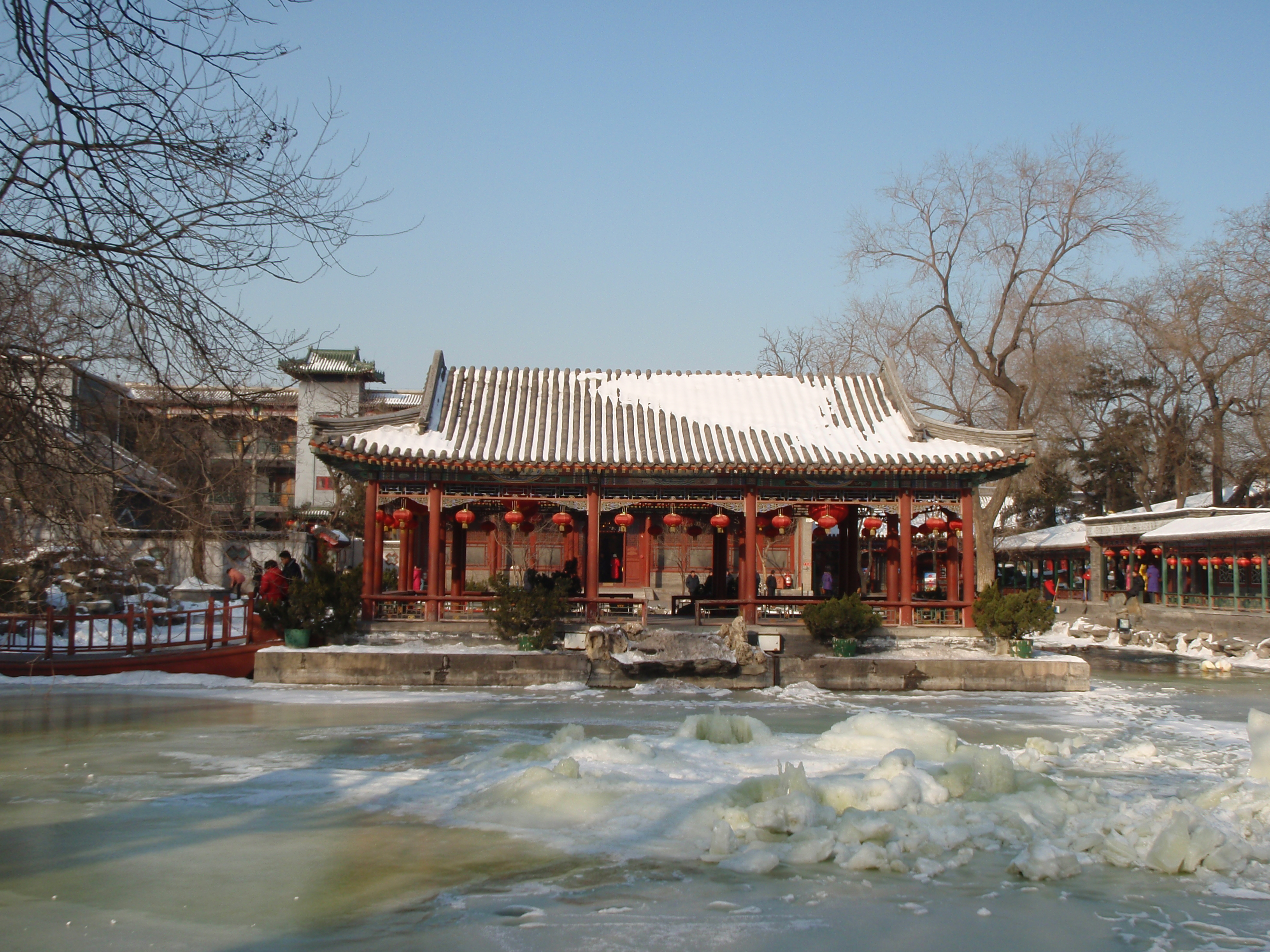
Palác v zimě

### Seznam referencí
1. ↑   Palác prince Gonga: skvostná architektura 18. a 19. století a rozsáhlé zahrady v čínském stylu. skryté perly s Radynacestu.cz [online]. [cit. 2024-02-14]. Dostupné online.
2. ↑   Prince Gong's Palace opens to the public -- china.org.cn. www.china.org.cn [online]. [cit. 2024-02-14]. Dostupné online.